# VdB 75
vdB 75 è una nebulosa a riflessione visibile nella costellazione dei Gemelli.
La nube si trova nella parte più occidentale della costellazione, in un campo molto ricco di stelle di fondo; circonda la stella gigante brillante 12 Geminorum, di magnitudine apparente pari a 6,95. L'individuazione della sua posizione non è difficile, grazie alla presenza della brillante μ Geminorum, una gigante rossa di magnitudine 2,87 e dunque ben visibile anche nelle notti non perfettamente limpide; la nebulosa si trova a circa un grado in direzione nordovest, sul bordo di un ammasso aperto molto disperso noto come Cr 89.
vdB 75 è la parte più brillante della nebulosa IC 444, che è a sua volta associata a una nebulosa a emissione indicata con la sigla Sh2-249; questa nebulosa fa parte della regione H II BFS51, situata nelle regioni centrali del Complesso nebuloso molecolare di Gemini OB1, una vasta associazione di stelle e nebulosità diffuse poste a quasi 2000 parsec di distanza dal sistema solare, sul bordo interno del Braccio di Perseo. Alla regione H II sono associate anche le nebulose oscure LDN 1564 e LDN 1567.